# Ronneby (Minnesota)
Ronneby war eine Stadt im Benton County im US-amerikanischen Bundesstaat Minnesota. Mit 16 Einwohnern gehörte es bei der Volkszählung 2000 zu den kleinsten Citys in den Vereinigten Staaten. Daher wurde die Stadt zum Mai 2009 aufgelöst und als Unincorporated Community ein Teil der Maywood Township. Der United States Census erfasst Ronneby als Census-designated place. Nach der Zählung von 2020 hatte dieser 71 Einwohner.

## Geografie
Ronneby befindet sich in der Mitte Minnesotas im Mittleren Westen der Vereinigten Staaten. Der Ort gehört zur Metropolregion um die Stadt St. Cloud. Entlang des Ortes fließt der West Branch Saint Francis River, ein Zufluss des Saint Francis River. Nach Angaben des United States Census Bureau betrug die Fläche der Stadt 0,6 Quadratkilometer und besitzt keine nennenswerte Wasserflächen.
Die Minnesota State Route 23 führt durch den Ort.

## Geschichte
Ronneby entstand an einer Eisenbahnlinie zwischen St. Cloud und Duluth. Der Ort hieß ursprünglich St. Francis, wurde aber mit der Eröffnung des Postamts 1897 geändert, da bereit ein anderer Ort in Minnesota diesen Namen trug. Der gegenwärtige Name stammt von der schwedischen Stadt Ronneby. Der Ort erhielt am 31. August 1899 den Status eines Village. 1974 wurde Ronneby eine statutory city. Im November 2008 entschieden die Bewohner Ronnebys mit 19 zu 8 Stimmen, die Stadt aufzulösen.